# Campeonato Africano de Atletismo de 2018 - Salto triplo masculino
A prova do salto triplo masculino do Campeonato Africano de Atletismo de 2018 foi disputada no dia 4 de agosto, no Estádio Stephen Keshi, em Asaba, na Nigéria. 

## Recordes
Antes desta competição, os recordes mundiais e do campeonato nesta prova eram os seguintes:
|                       | Nome             | Nacionalidade | Distância | Local      | Data                 |
| --------------------- | ---------------- | ------------- | --------- | ---------- | -------------------- |
| Recorde mundial       | Jonathan Edwards | Reino Unido   | 18m 29 cm | Gotemburgo | 7 de agosto de 1995  |
| Recorde do campeonato | Andrew Owusu     | Gana          | 17m 23cm  | Dakar      | 19 de agosto de 1998 |
| Recorde africano      | Tarik Bouguetaïb | Marrocos      | 17m 37cm  | Khémisset  | 14 de julho de 2007  |

## Medalhistas
| Ouro                       | Prata                        | Bronze             |
| Hugues Fabrice Zango (BUR) | Godfrey Khotso Mokoena (RSA) | Yasser Triki (ALG) |

## Cronograma
Todos os horários são locais (UTC+1). 
| Data        | Hora  | Evento |
| ----------- | ----- | ------ |
| 4 de agosto | 17:30 | Final  |

## Resultado final
| Posição           | Atleta                   | Nacionalidade                  | #1    | #2    | #3    | #4    | #5    | #6    | Resultado | Notas            |
| ----------------- | ------------------------ | ------------------------------ | ----- | ----- | ----- | ----- | ----- | ----- | --------- | ---------------- |
| Medalha de ouro   | Hugues Fabrice Zango     | Burquina Fasso                 | 16.92 | 16.82 | x     | 16.88 | 17.11 | x     | 17.11     | Recorde nacional |
| Medalha de prata  | Godfrey Khotso Mokoena   | África do Sul                  | x     | 15.94 | 16.16 | 16.32 | 16.65 | 16.83 | 16.83     |                  |
| Medalha de bronze | Yasser Triki             | Argélia                        | 16.35 | 15.70 | 15.96 | 15.14 | 16.69 | 16.78 | 16.78     |                  |
| 4                 | Mamadou Chérif Dia       | Mali                           | 16.10 | x     | 15.87 | x     | 16.33 | 16.44 | 16.44     |                  |
| 5                 | Jonathan Drack           | Ilhas Maurícias                | 15.99 | 16.41 | x     | x     | x     | 16.39 | 16.41     |                  |
| 6                 | Marcel Mayack II         | Camarões                       | 15.80 | 16.17 | x     | x     | 16.40 | 16.12 | 16.40     |                  |
| 7                 | Roger Haitengi           | Namíbia                        | 16.11 | 15.69 | x     | x     | x     | x     | 16.11     |                  |
| 8                 | Ineh Emmanuel            | Nigéria                        | 16.09 | 15.88 | x     | –     | –     | –     | 16.09     |                  |
| 9                 | Isaac Kirwa Yego         | Quênia                         | 15.71 | 15.93 | 15.91 |       |       |       | 15.93     |                  |
| 10                | Adir Gur                 | Etiópia                        | 14.92 | 15.27 | 15.50 |       |       |       | 15.50     |                  |
| 11                | Amath Faye               | Senegal                        | 15.40 | x     | 15.18 |       |       |       | 15.40     |                  |
| 12                | Menzi Mthembu            | África do Sul                  | 15.33 | x     | 13.85 |       |       |       | 15.33     |                  |
| 13                | Lazare Simklina          | Togo                           | 14.60 | 15.02 | 14.59 |       |       |       | 15.02     |                  |
| 14                | Raymond Nkwemy           | Camarões                       | 14.26 | 14.28 | 14.56 |       |       |       | 14.56     |                  |
| 15                | Thierry Konan            | Costa do Marfim                | x     | 14.42 | x     |       |       |       | 14.42     |                  |
| 16                | Lormans Mansiantima-Yitu | República Democrática do Congo |       |       |       |       |       |       | DNS       |                  |
| 16                | Appolinaire Yinra        | Camarões                       |       |       |       |       |       |       | DNS       |                  |

Legenda
| Recorde mundial       | Recorde mundial (World record)               |                       | Recorde africano                      | Recorde africano (African) |                                           | Q | Classificado por posição (Qualified) |
| Recorde do campeonato | Recorde do campeonato (Championship record)  | Recorde da América    | Recorde da América (Americas)         | q                          | Classificado por melhor tempo (Qualified) |   |                                      |
| Melhor marca do ano   | Melhor marca do ano (World leading)          | Recorde asiático      | Recorde asiático (Asian)              | DNS                        | Não largou (Did not start)                |   |                                      |
| Recorde nacional      | Recorde nacional (National record)           | Recorde europeu       | Recorde europeu (European)            | DNF                        | Não terminou (Did not finish)             |   |                                      |
| Recorde pessoal       | Recorde pessoal do atleta (Personal best)    | Recorde da Oceania    | Recorde da Oceania (Oceania)          | DSQ / DQ                   | Desclassificado (Disqualified)            |   |                                      |
| Recorde da temporada  | Recorde da temporada do atleta (Season best) | Recorde sul-americano | Recorde sul-americano (South America) | NM                         | Sem marca (No mark)                       |   |                                      |